# أبي فنكناور
أبي ليا فنكناور (بالإنجليزية: Abby Lea Finkenauer)‏ هي سياسية أمريكية من الحزب الديمقراطي ولدت في يوم 27 ديسمبر 1988 في قرية شيريل في ولاية آيوا. أكملت دراسة العلاقات العامة في جامعة دريك. انتخبت في سنة 2015 كعضوة في مجلس نواب ولاية ايوا. وفي سنة 2018 انتخبت كعضوة في مجلس النواب الأمريكي عن المقاطعة الأولى في آيوا بعد أن تغلبت على النائب الجمهوري رود بلوم، وكانت ثاني أصغر نائبة تنتخب في مجلس النواب بعد ألكساندريا أوكاسيو-كورتيز في نيويورك، وبرفقة زميلتها في الحزب الديمقراطي سيندي أكسن هي أول امرأة تمثل آيوا في مجلس النواب. في سنة 2020 خسرت مقعدها لصالح الجمهورية أشلي هينسون.